# Frederik August van Oldenburg (groothertog)
Frederik August (Oldenburg, 16 november 1852 – aldaar, 24 februari 1931) was van 1900 tot 1918 de laatste groothertog van Oldenburg.
Hij werd geboren als zoon van groothertog Peter II en Elisabeth van Saksen-Altenburg, dochter van Jozef van Saksen-Altenburg. Op 18 februari 1878 huwde hij Elisabeth Anne van Pruisen (1857-1895), een dochter van prins Frederik Karel, bij wie hij twee dochters verwekte. In 1896 hertrouwde hij met Elisabeth Alexandrine van Mecklenburg-Schwerin (1869-1955), dochter van Frederik Frans II. Bij haar verwekte hij vijf kinderen. Door zijn vrouw en zoon was Frederik August verwant aan het Huis Oranje-Nassau, zodat de koninginnen Emma en Wilhelmina en prins Hendrik hem in Oldenburg dan ook vaak bezochten.
Hij volgde in 1900 zijn vader op als groothertog. Als typisch vertegenwoordiger van het wilhelminisme toonde hij zich zeer geïnteresseerd in economische en technische kwesties. Op het gebied van zeevaart en marine gold hij als een kenner en hij stimuleerde de scheepvaart en industrie in zijn land. Wilhelm II benoemde hem, als enige Duitse vorst, tot Admiraal in de Keizerlijke Marine.
Daar hij slechts één zoon had, Nicolaas, en zijn broer George Lodewijk ongehuwd was werd in 1904 voor het geval het geslacht zou uitsterven het erfrecht herzien, dat nadat tsaar Nicolaas II van zijn Oldenburgse rechten had afgezien toekwam aan hertog Frederik Ferdinand van Sleeswijk-Holstein-Sonderburg-Glücksburg en zijn nazaten.
Frederik August zette op politiek gebied de conservatieve koers van zijn vader voort. Gedurende de Pruisisch-Oostenrijkse Oorlog steunde hij de Klein-Duitse richting. Zo bleef Oldenburg, anders dan Hannover, zelfstandig.
In 1914 werd Oldenburg partij in de Eerste Wereldoorlog. De vorst stichtte voor zijn troepen een Friedrich August-Kruis voor dapperheid. De behoudende vorst verzette zich niet tegen de Novemberrevolutie en trok zich na zijn abdicatie op 11 november 1918 terug in Rastede.

## Kinderen
Frederik August kreeg met Elisabeth Anne van Pruisen twee kinderen:
- Sophie Charlotte (1879-1964), gehuwd met Eitel Frederik, zoon van keizer Wilhelm II
- Margaretha (1881-1882)

Uit zijn huwelijk met Elisabeth Alexandrine van Mecklenburg-Schwerin werden nog vijf kinderen geboren:
- Nicolaas Frederik Willem (1897-1970), gehuwd met Helena (1899-1948), dochter van Frederik van Waldeck-Pyrmont
- Alexandrine en Frederik August (25 maart 1900 - 26 maart 1900)
- Ingeborg (1901-1996), gehuwd met Stephan Alexander Victor (1891-1965), zoon van George van Schaumburg-Lippe
- Altburg Marie Mathilde Olga (1903-2001), gehuwd met Jozias, zoon van Frederik van Waldeck-Pyrmont

Via de families Waldeck-Pyrmont en Mecklenburg-Schwerin is het huis Oldenburg verwant aan het Nederlandse koningshuis. Tot aan de Tweede Wereldoorlog waren er nauwe contacten.